# Расскажи мне о дожде
«Расскажи мне о дожде» (фр. Parlez-moi de la pluie) — французский комедийно-драматический фильм 2008 года режиссёра Аньес Жауи по оригинальному сценарию Жан-Пьера Бакри. Он получил своё название от песни Жоржа Брассенса. Аньес Жауи рассказала в интервью, что однажды она ехала на писательский сеанс с Жан-Пьером и услышала в ушах песню Жоржа Брассенса «L’orage», которая начинается со слов Parlez-moi de la pluie, et non pas du beau temps.

## Сюжет
Фильм — комедия о жизни французского среднего класса, «исследующая столкновения культур, исключающая самодовольство, обнажая линии разломов, обретая силу в романтических и семейных отношениях и обнаруживая скрытую печаль, которая в некоторой степени останавливается на грани трагедии».
Действие фильма происходит в небольшом городке в Провансе в дождливый август. После смерти овдовевшей матери Агата Вилланова приезжает из Парижа, чтобы заняться продажей дома, в котором выросла она и её младшая сестра Флоранс, и объявить о своём уходе в политику. Она является автором феминистского бестселлера, а местный разведённый режиссёр Мишель хочет снять про неё документальный фильм. У Мишеля роман с сестрой Агаты. Его сотрудник — молодой алжирский клерк в отеле Карим, чья пожилая мать большую часть своей жизни проработала служанкой в семье Вилланова. Предрассудки Агаты становятся предметом изучения, когда она записывает серию интервью с Каримом.
«Персонажи переплетаются друг с другом в течение недели или около того, время от времени сталкиваясь… каждый приходит к тому, чтобы лучше узнать себя… диалог звучит правдоподобно… актёрский ансамбль идеален. Фильм выгодно отличается от лучших работ Эрика Ромера»".

## В ролях
- Жан-Пьер Бакри — Мишель Ронсар
- Джамель Деббуз — Карим
- Аньес Жауи — Агата Вилланова
- Паскаль Арбийо — Флоранс
- Гийом Де Тонкедек — Стефан
- Фредерик Пьеро — Антуан